# World of Wonders
World of Wonders è il quindicesimo album di Bruce Cockburn, pubblicato dalla True North Records nel 1986. Il disco fu registrato tra l'ottobre ed il novembre del 1985 al Manta Sound di Toronto (Canada).

## Tracce
Lato A
1. Call It Democrazy – 3:50 (Bruce Cockburn)
2. Lily of the Midnight Sky – 4:44 (Bruce Cockburn)
3. World of Wonders – 4:45 (Bruce Cockburn)
4. Berlin Tonight – 7:05 (Bruce Cockburn)

Lato B
1. People See Through You – 3:44 (Bruce Cockburn)
2. See How I Miss You – 4:01 (Bruce Cockburn)
3. Santiago Dawn – 4:47 (Bruce Cockburn)
4. Dancing in Paradise – 5:40 (Bruce Cockburn)
5. Down Here Tonight – 3:54 (Bruce Cockburn)

## Musicisti
- Bruce Cockburn  - voce, chitarra, charango
- Jon Goldsmith  - tastiere
- Shawn Jackson  - tromba, flicorno, conch
- Michael Alan White  - violino
- Fergus Jemison Marsh  - basso, chapman stick
- Michael Sloski  - batteria
- Chi Sharpe  - percussioni
- Judy Cade  - accompagnamento vocale, cori
- Colina Phillips  - accompagnamento vocale, cori (brani : B2 & B4)
- Kerry Crawford  - accompagnamento vocale, cori (brani : B2 & B4)
- Sharon Lee Williams  - accompagnamento vocale, cori (brani : B2 & B4)
- Shawn Jackson  - accompagnamento vocale, cori (brani : B2 & B4)